# Parc national d'Aso-Kujū

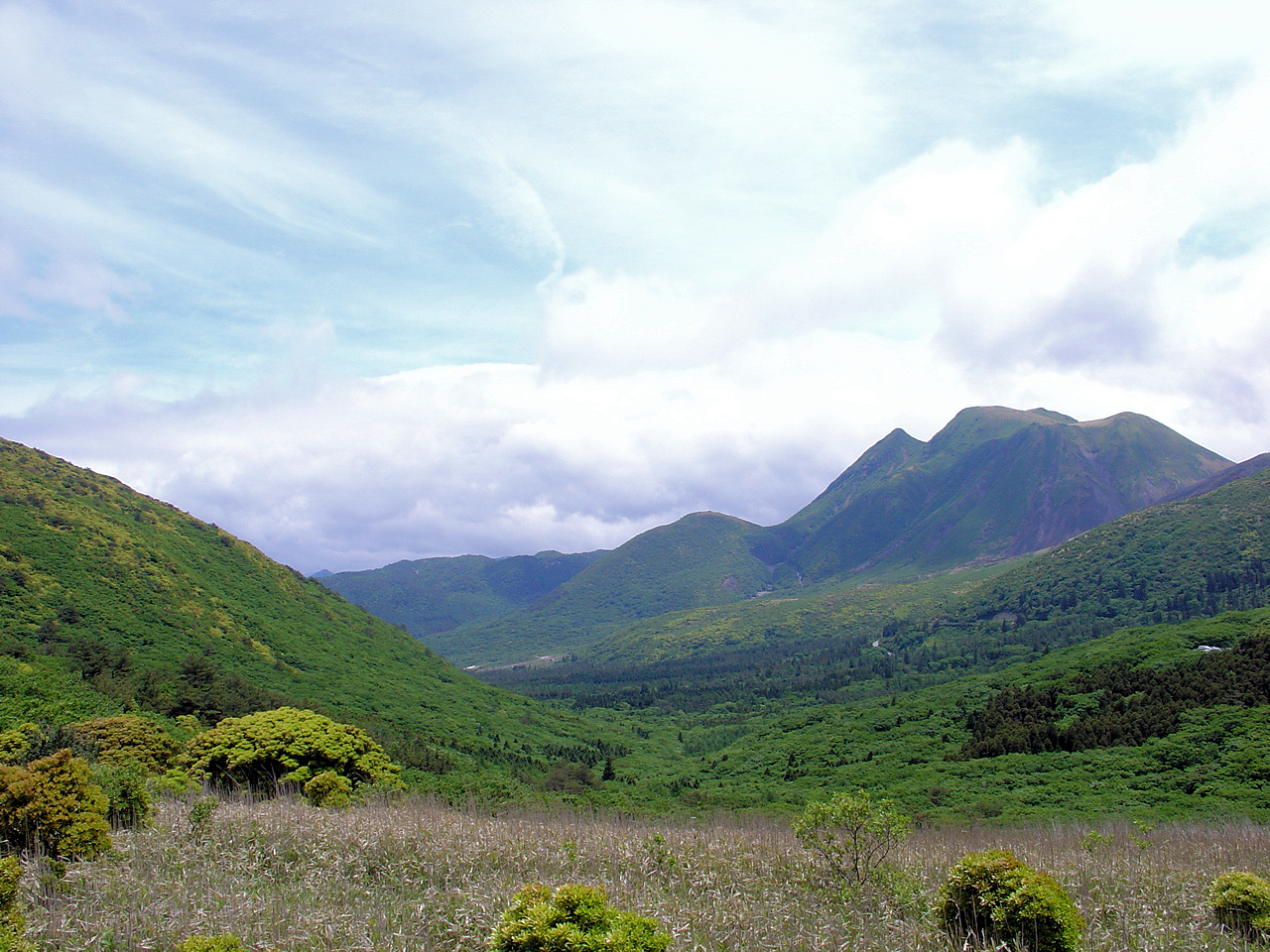
Le col de Makinoto.

Le parc national d'Aso-Kujū (阿蘇くじゅう国立公園, Aso-Kujū kokuritsu kōen) est un parc national japonais situé dans le Kyūshū.

## Présentation
Le parc national d'Aso-Kujū a été créé en 1934 et couve une surface de 726,78 km2. C'est un parc montagneux qui comprend le mont Aso, la chaîne de montagnes Kujū et de nombreux volcans comme le volcan actif Naka-dake. La plus grande caldeira du monde, d'une circonférence d’environ 90 kilomètres, s'y trouve. Le parc est célèbre pour ses azalées sauvages.